# 重複順列
数学における重複順列（ちょうふくじゅんれつ、英: sequence (with repetition), 仏: arrangement avec répétition）は、区別可能な n 個の対象から重複を許して k 個の対象を取り出して特定の順番でならべることで生じる。大抵の場合、これを k-組（あるいは長さ k のリスト）として表す。例えば、1 から n までの番号が振られた n 個の玉が入った箱から k 個の玉を取り出して、取り出した順番に番号をリストに記録すると重複順列を得る。 

## 定義
重複順列の定義の仕方は（同値なものが）いくつかある。
定義 1位数 n (n ∈ ℕ⁎) の有限集合 E と非負整数 k が与えられたとき、E の元からなる k-重複順列（または n 個の元から重複を許して k 個選んで作られる k-項順列）とは、E の元を要素とする k-順序組（k-項の有限列）を言う。
定義 2位数 n (n ∈ ℕ⁎) の有限集合 E と非負整数 k が与えられたとき、E の元からなる k-重複順列とは、集合 {1, 2, …, k} から E への写像のことを言う。

## 重複順列の総数
定理位数 n の有限集合 E と自然数 k に対して、E の元からなる k-重複順列全体の成す集合は有限であり、その位数は nk で与えられる。
証明
- k-組として見れば、E の元からなる k-重複順列全体の成す集合は Ek = E × E × … × E に他ならない。故にその位数に関して |Ek| = |E|k = nk は明らか。
- {1, 2, …, k} から E への写像と見れば、1 の行き先が n 通り、2 の行き先が n 通り、……、k の行き先が n 通りであるから、相異なる写像は n × n × … × n = nk 通りである。

## 使用例
モールス信号は二種類の記号 "─", "●" を字母とする語（文字列）である。k を非負整数とすると、k 文字の語は集合 {─, ●} に関する k-重複順列であり、長さがちょうど k の語は 2k 種類である。